# Муминов, Толиб Мусаевич
Толиб Мусаевич Муминов (узб. Tolib Musaevich Moʻminov/Толиб Мусаевич Мўминов, 11 января 1943, Самарканд, Узбекская ССР — 22 декабря 2021, Ташкент, Узбекистан), узбекский физик, доктор физико-математических наук, профессор, академик АН Узбекистана (2000).

## Биография
Родился в 1943 году в городе Самарканд Узбекской ССР, в семье М. Муминова. Племянник И. М. Муминова.
Учился в средней школе № 37 г. Самарканда.
В 1965 году закончил Самаркандский государственный университет.
Доктор физико-математических наук, 1979 г. Специалист в области ядерной физики.
Лауреат премии имени Беруни (1977 год).
Профессор, 1981 г.
В 1992 году был назначен ректором Самаркандского государственного университета (1992—1995).
С 1995 года — директор Института прикладной физики при Национальном университете Узбекистана.
Под его руководством были защищены более 30 кандидатских и докторских диссертаций по физике.
Скончался 22 декабря 2021 года.

## Награды
- в 2003 — орден «Мехнат шухрати»[3]